# 国譲り
国譲り（くにゆずり）は、日本神話において、天津神が国津神から葦原中国の国譲りを受ける説話。葦原中国平定（あしはらのなかつくにへいてい）ともいう。

## あらすじ

### 古事記

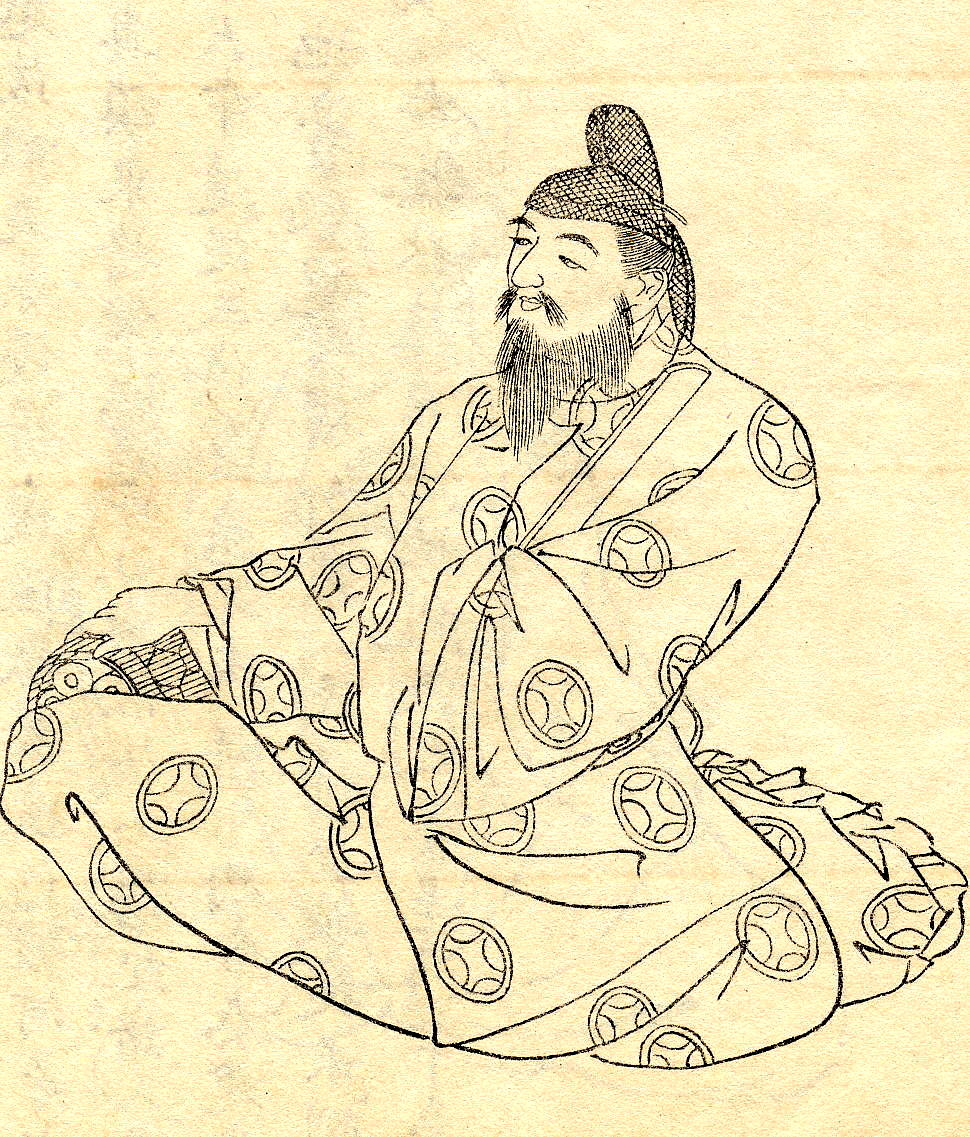
『古事記』の編纂者・太安万侶

#### 天忍穂耳命の派遣
高天原に住む天照大御神は、「葦原中国は私の子、正勝吾勝勝速日天忍穂耳命（まさかつあかつかちはやひあめのおしほみみ）が治めるべき国である」と命に天降りを命じたが、命は天の浮橋から下界を覗き、「葦原中国は大変騒がしく、手に負えない」と高天原の天照大御神に報告した。

#### 天菩比命の派遣
高御産巣日神と天照大御神は天の安の河の河原に八百万の神々を集め、どの神を葦原中国に派遣すべきか問うた。思金神と神々が相談して「天菩比命（あめのほひ）を派遣するのが良い」という結論になった。高木神と天照大御神は天菩比命に葦原中国を統べる大国主神の元へ行くよう命じた。しかし、天菩比命は大国主神の家来となり、3年経っても高天原に戻らなかった。

#### 天若日子の派遣と死
高御産巣日神と天照大御神が八百万の神々に今度はどの神を派遣すべきかと問うと、八百万の神々と思金神が相談して「天津国玉神の子である天若日子（あめのわかひこ）を遣わすべき」と答えた。そこで、天若日子に天之麻迦古弓（あめのまかこゆみ）と天之羽々矢（あめのははや）と与えて葦原中国に遣わした。しかし、天若日子は大国主神の娘の下照比売（したてるひめ）と結婚し、自分が葦原中国の王になろうと企み8年たっても高天原に戻らなかった。これを不審に思った天照大御神と高御産巣日神は八百万の神々と思金神の勧めで雉名鳴女（きぎしのななきめ）を派遣して使命を果たさない理由を天若日子に尋ねさせた。
鳴女が天若日子の家の前で大きな鳴き声をあげると、天佐具売（あめのさぐめ）が「この鳥は鳴き声が不吉なので射殺してしまいなさい」と天若日子をそそのかした。そこで彼は高木神から与えられた天之波士弓（あめのはじゆみ）と天之加久矢（あめのかくや）で鳴女の胸を射抜き、その矢は天照大御神と高木神の所まで飛んで行った。高木神は血が付いていたその矢を、天若日子に与えた天羽々矢であると諸神に示して、「天若日子は命令に背かないで、悪い神の射た矢が飛んで来たのなら、この矢は天若日子に当たるな。もし天若日子に邪心あれば、この矢に当たれ」と言って矢を下界に投げ返した。矢は朝の寝床に寝ていた天若日子の胸を射抜き、彼は死んでしまった。
天若日子の死を嘆く下照比売の泣き声を、天にいる天若日子の父・天津国玉神や母が聞き、下界に降りて悲しみ喪屋（もや）を作った。天若日子によく似ていた阿遅志貴高日子根神（あじしきたかひこね）が弔いに訪れた時、天若日子の父と妻が「我が子は死なないで生きていた」「私の夫は死なずに生きていた」と言って阿遅志貴高日子根神に抱きついた。すると阿遅志貴高日子根神は「友人だからこそ弔問に来た。どうして穢らわしい死人と見間違えるのか」と怒り、大量（おおはかり）という剣で喪屋を切り倒し、蹴り飛ばしてしまった。この喪屋が美濃国の喪山であるという。阿遅志貴高日子根神の妹の高比売命は、以下の歌を詠んだ。
阿米那流夜 淤登多那婆多能 宇那賀世流 多麻能美須麻流 美須麻流邇 阿那陀麻波夜 美多邇 布多和多良須 阿治志貴多迦 比古泥能迦微曽也

天なるや 弟棚機の うながせる 玉の御統 御統に 穴玉はや み谷 二渡らす 阿治志貴高日子根の神ぞや

（天上の若い織姫が首に掛けている玉飾り、その玉飾りの大きい玉のような方は、谷を二つも渡られた阿遅志貴高日子根神です）

#### 建御雷神と天鳥船神の派遣・事代主神の服従

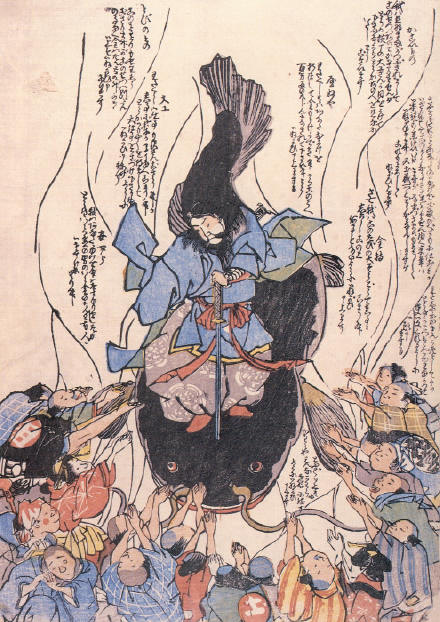
建御雷神（鯰絵）

天照大御神が八百万の神々に今度はどの神を派遣すべきかと問うと、思金神と八百万の神々は「伊都尾羽張神（いつのおはばり、天尾羽張神）か、その子の建御雷之男神（たけみかづちのお）を遣わすべき」と答えた。天尾羽張神は「建御雷神を遣わすべき」と答えたので、建御雷神に天鳥船神（あめのとりふね）を副えて葦原中国に遣わした。
建御雷神と天鳥船神は、出雲国の伊那佐之小浜（いなさのおはま）に降り至って、十掬剣（とつかのつるぎ）を抜いて逆さまに立て、その切先にあぐらをかいて座り、大国主神に「この国は我が御子が治めるべきであると天照大御神は仰せられた。それをどう思うか」と訊ねた。大国主神は、自分の前に息子の八重事代主神（やえことしろぬし）に訊ねるよう言った。事代主神はその時、鳥や魚を獲りに出かけていたため、天鳥船神が事代主神を連れて帰り、国譲りを迫った。これに対して事代主神が「恐れ多いことです。言葉通りこの国を差し上げましょう」と答えると、船をひっくり返し、逆手を打って船の上に青柴垣（あおふしがき）を作って、その中に隠れた。

#### 建御名方神の服従

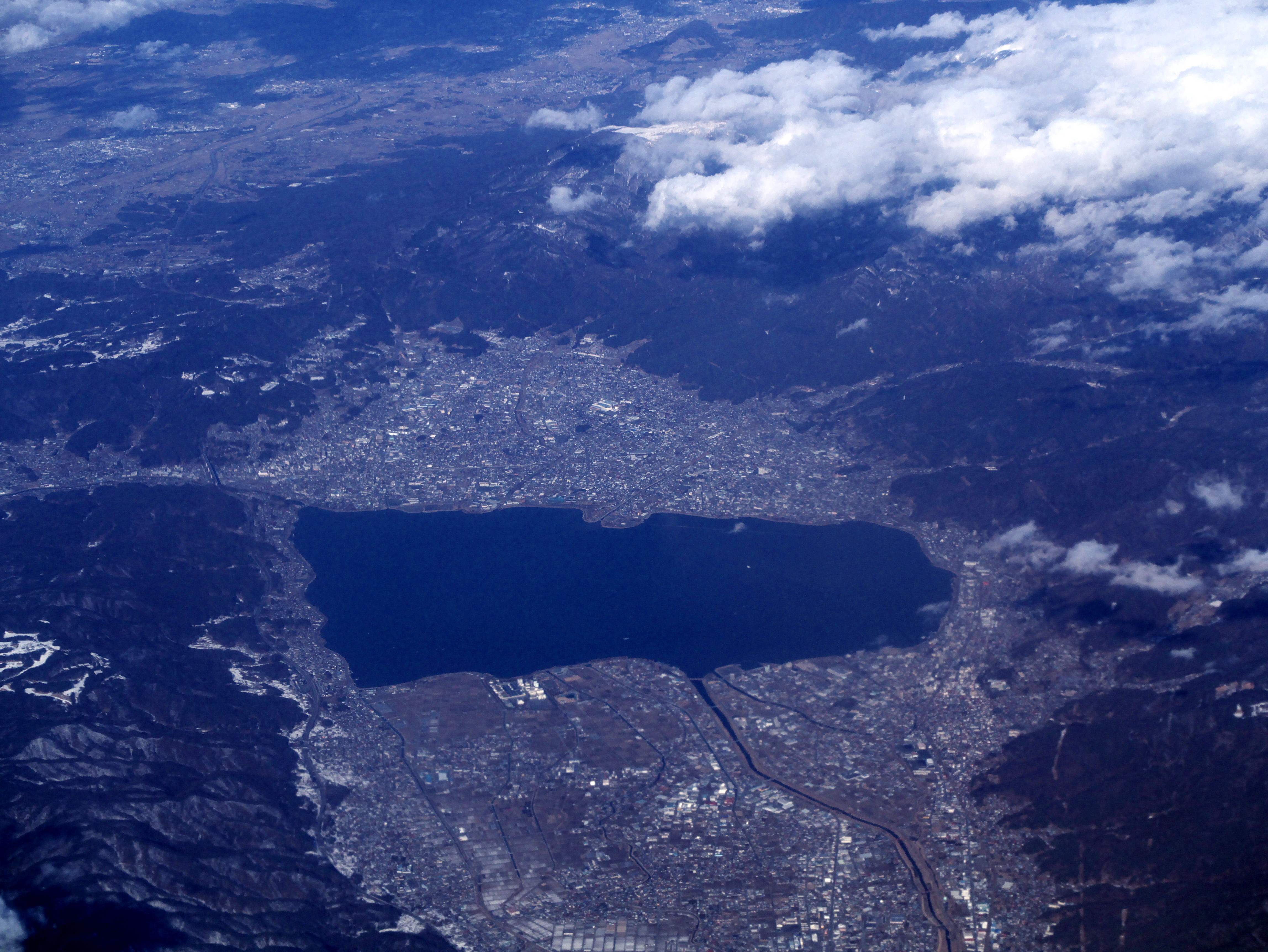
諏訪湖

建御雷神が「事代主神は承知したが、他に意見を言う子はいるか」と大国主神に訊ねると、大国主神はもう一人の息子の建御名方神（たけみなかた）にも訊くよう言った。その時、建御名方神が千引石（ちびきのいわ）を手の先で持ち上げながらやって来て、「ここでひそひそ話すのは誰だ。それならば力競べをしようではないか」と建御雷神の手を掴んだ。建御雷神は手をつららに変えて、さらに剣に変化させた。逆に建御雷神が建御名方神の手を掴むと、若い葦を摘むように握りつぶして放り投げたので、建御名方神は逃げ出した。建御雷神は建御名方神を追いかけ、科野国の州羽の海まで追い詰めて殺そうとした。すると、建御名方神は「恐れ入りました。どうか殺さないでください。この土地以外のほかの場所には行きません。私の父・大国主神や、事代主神の言葉には背きません。天津神の御子の仰せの通りに、この葦原中国を譲ります」と言い、建御雷神に降参した。

#### 大国主神の国譲り
建御雷神は出雲に戻り、大国主神に再度訊ねた。大国主神は「二人の息子が天津神に従うのなら、私もこの国を天津神に差し上げます。その代わり、私の住む所として、天津神の御子が住むのと同じくらい大きな宮殿を建てて下さい。そうすれば私は百（もも）足らず八十坰手（やそくまで）へ隠れましょう。私の180柱の子神たちは、長男の事代主神に従って天津神に背かないでしょう」と言った。すると、大国主神のために出雲国の多芸志（たぎし）の小浜に宮殿が建てられ、水戸神の孫・櫛八玉神（くしやたま）が沢山の料理を奉った。
建御雷神は葦原中国の平定をなし終えると、高天原に復命した。

### 日本書紀（巻第二 神代下・第九段）

#### 天穂日命と大背飯三熊之大人の派遣
天照大神の子の正哉吾勝勝速日天忍穂耳尊（まさかあかつかちはやひあめのおしほみみ)は、高皇産霊尊の娘である幡千千姫 （たくはたちぢひめ）を娶り、天津彦彦火瓊々杵尊(あまつひこひこほのににぎ)が生まれた。高天原に住む高皇産霊尊（高御産巣日神）は、自分の孫をよく可愛がり崇めていたので、天津彦彦火瓊々杵尊を葦原中国の君主にしようと考えた。しかし、地上には蛍火のように勝手に光る神や、ハエのように騒がしい邪神が多くいて、草や木さえも言葉を話せる状態であった。そのため、八十諸神（やそもろかみたち）を集めて、「私は、葦原中国の邪神達を平定したいと思っている。誰を派遣すべきか」と問うた。すると神々は「天穂日命（あめのほひ）は立派な神です。試してみてはどうでしょう」と進言した。しかし、遣わされた天穂日命は国津神の長・大己貴神（おおあなむち、『古事記』の大国主神）に媚びてしまい、3年になっても報告に戻らなかった。次に天穂日命の子の大背飯三熊之大人（おおそびのみくまのうし、武三熊之大人（たけみくまのうし）とも）が遣わされたが、父と同じく報告に戻らなかった。

#### 天稚彦の派遣と死

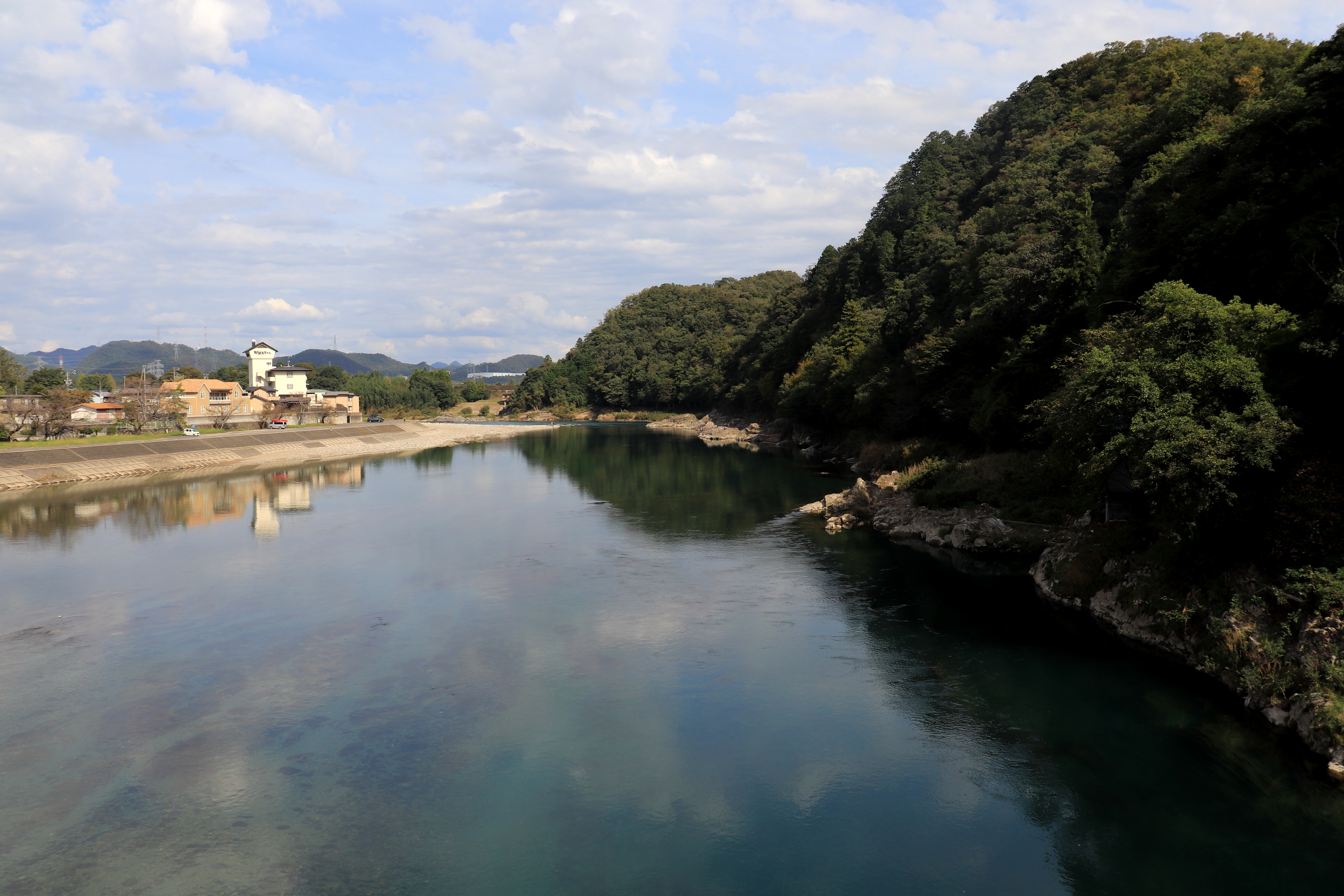
鮎ノ瀬橋から望む長良川
「藍見川」は長良川の旧称とする説がある。

高皇産霊尊はふたたび神々を集めて遣わすべき者を尋ねると、皆は「天国玉の子・天稚彦（あめわかひこ）を遣わすべき」と答えた。天稚彦は、高皇産霊尊から授かった天鹿児弓（あめのかごゆみ）と天羽々矢（あめのははや）を持って葦原中国へ向かった。ところが任務を果たさずに顕国玉（うつしくにたま、大己貴神のこと）の娘・下照姫（高姫（たかひめ）または稚国玉（わかくにたま）ともいう）を娶って、葦原中国を支配しようとまで企んだ。
高皇産霊尊は長く報告が来ないことを怪しみ、無名雉（ななしきぎし）を遣わした。雉が天稚彦の門前にある湯津杜木（ゆつかつら）の梢に止まるのを目撃した天探女（あめのさぐめ）は天稚彦に「奇妙な鳥がカツラの木にいます」と告げた。すると天稚彦は高皇産霊尊から与えられた天鹿児弓と天羽々矢で雉を射抜いて、その矢は高皇産霊尊の所まで飛んで行った。高皇産霊尊は矢を見て、「この矢は昔、天稚彦に授けたもので、血に染まっている。国津神と戦っていたのだろうか」と言って、矢を投げ返した。その矢は新嘗祭の後に休んで寝ていた天稚彦の胸に命中して、彼は死んでしまった。
天にいる天稚彦の父・天国玉が夫の死を嘆く下照姫の泣き声を聞き、疾風（はやて）を遣わして死体を天に運ばせ、喪屋を作って殯（もがり）を行った。天稚彦の親友で、彼によく似ていた味耜高彦根神（あじすきたかひこね）は天に昇って弔いに訪れた時、天稚彦の親族や妻子は皆、「我が君は生きていた」と言って衣服にすがりついて喜びに沸いた。すると味耜高彦根神は「友達を弔うために穢を受けるのを覚悟してここへ来た。どうして死人と間違うのか」と怒り、大葉刈（おおはがり、神戸剣ともいう）で喪屋を切り倒した。これが落ちて、美濃国の藍見川（あいみのかわ）にある喪山になったという。

#### 経津主神と武甕槌神の派遣・事代主神の服従

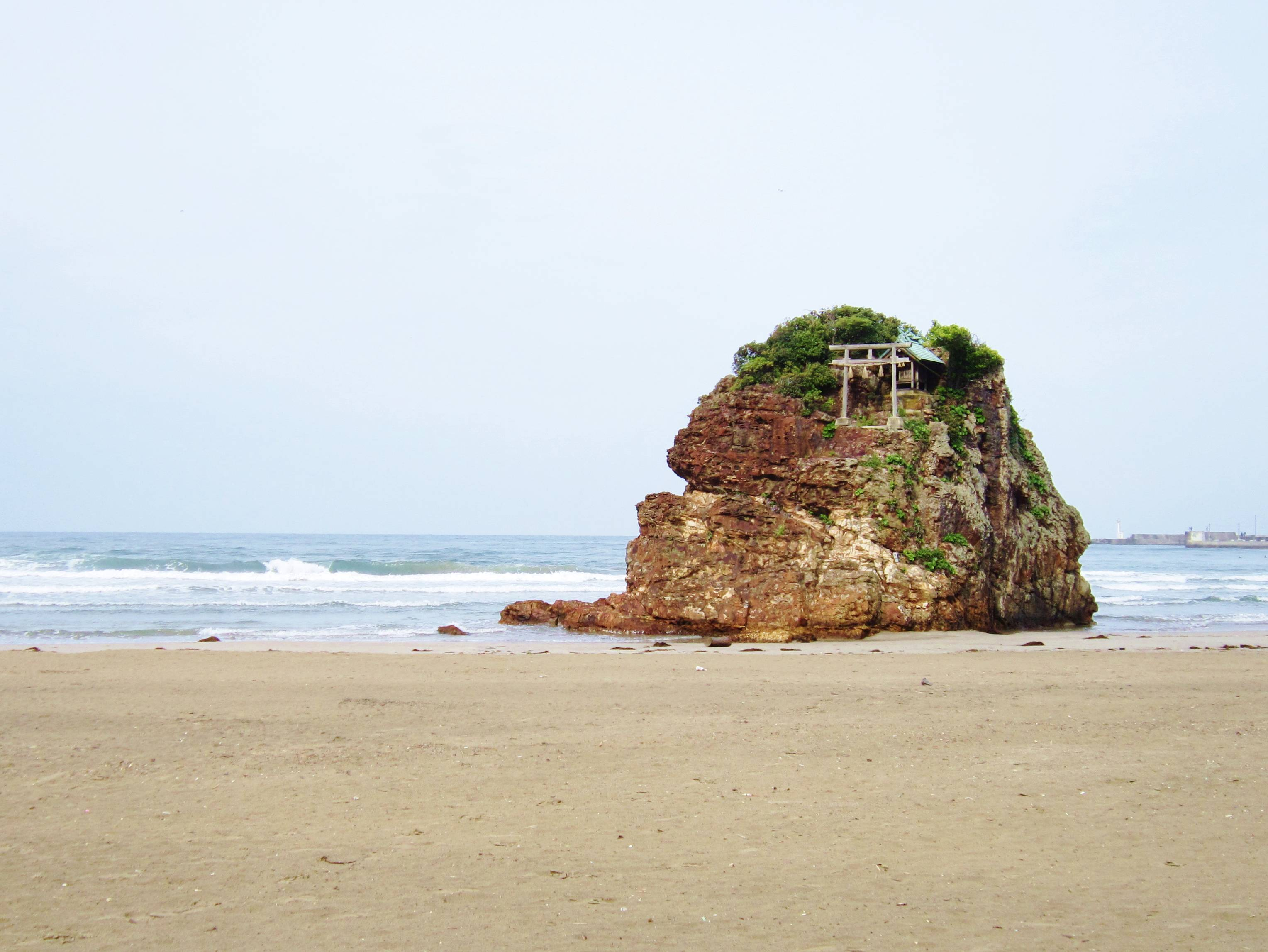
稲佐の浜

高皇産霊尊は神々に今度はどの神を派遣すべきかと問うと、皆は磐裂・根裂神の子である磐筒男・磐筒女の子・経津主神（ふつぬし）を薦めた。その時、天石窟（あまのいわや）に住む神、稜威雄走神（いつのおはしり）の子・甕速日神（みかはやひ）、甕速日神の子・熯速日神（ひのはやひ）、樋速日神の子・武甕槌神（たけみかづち）がいた。武甕槌神は進み出て「経津主神だけが丈夫（ますらお）で、私は丈夫ではないというのか」と抗議した。大変熱心に語るので、経津主神に副えて葦原中国を平定させることにした。
経津主神と武甕槌神は出雲国の五十田狹之小汀（いたさのおはま）に降り到って、十握剣（とつかのつるぎ）を抜いて逆さに地面に突き立て、その剣先にあぐらをかいて座り、大己貴神に「高皇産霊尊は皇孫（すめみま）を天から降してこの地に君臨しようと思っているため、地上を平定するために我々を派遣された。ご意向はどうだ」と問い詰めた。すると大己貴神は、息子に尋ねてから答えを出すと言った。
その時、その子の事代主神は出雲国の三穂之碕（みほのさき）に魚釣り（あるいは鳥の狩り）をしていた。そこで、2柱の使者は熊野諸手船（くまののもろたふね、天鴿船（あまのはとふね）とも）に使者の稲背脛（いなせはぎ）を乗せて事代主神の元へ遣わした。事代主神は使者に、「父は去るべきでしょう。私もそれに違反しません」と答えて、海の中に八重蒼柴籬（やえあおふしかき）を作り、船の端を踏んで姿を消した。

#### 大己貴神の国譲り

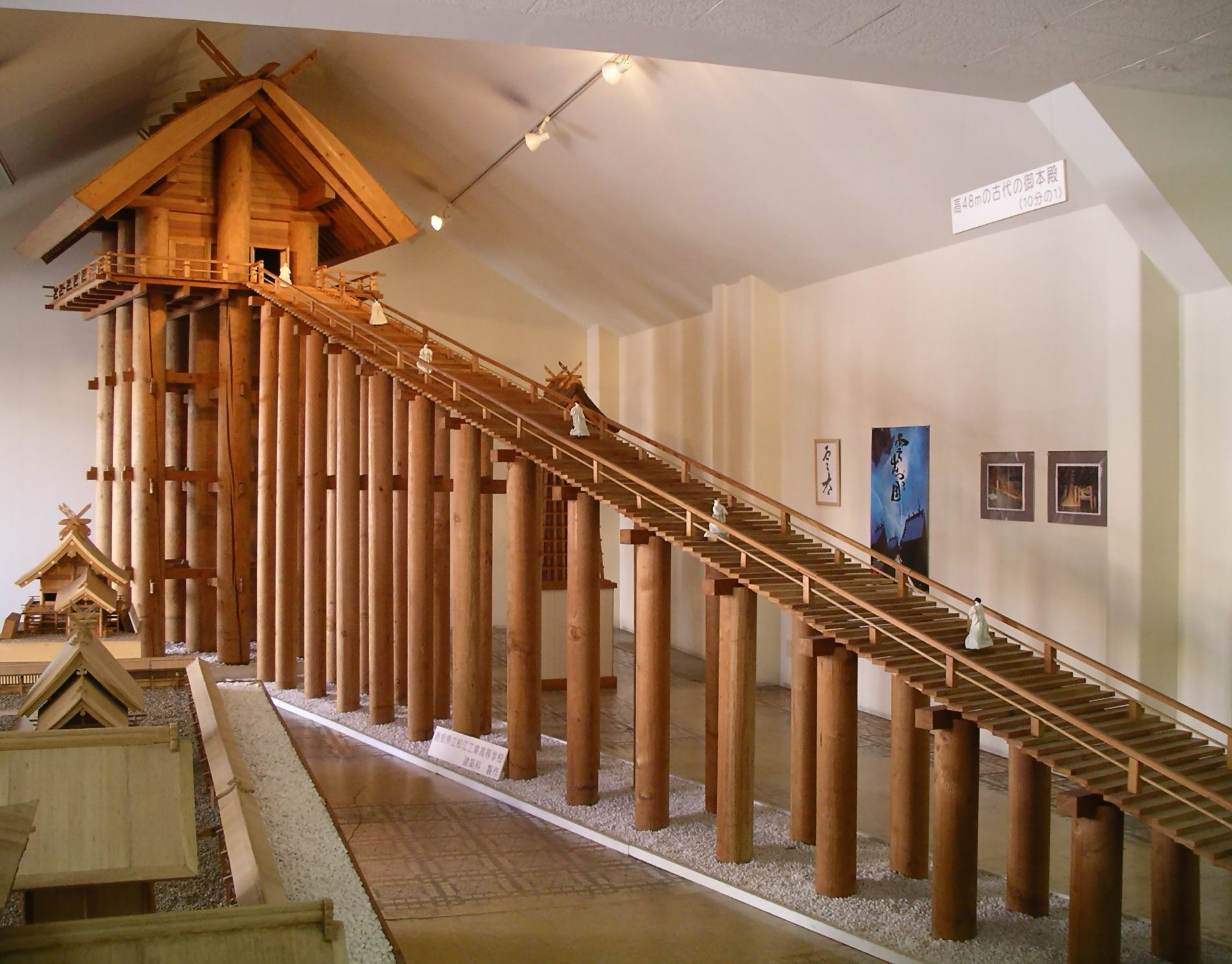
出雲大社の古代本殿の模型

稲背脛が帰って報告すると、大己貴神は2柱の神に「頼りの息子は去ってしまったので、私も去ることにします。もしも抵抗すれば、国中の神々も同じように戦います。しかし、私が身を引けば、従わない者はいないでしょう」と言った。そして国を平定した時に用いた広矛（ひろほこ）を2柱の神に授けて、「天孫がこの矛を以て国を治めれば、必ず平安になるでしょう。私は今、百（もも）足らず八十隈（やそくまで）へ隠れます」と言い終えて、姿を消した。
すると、経津主神と武甕槌神の2柱は服従しない鬼神を処罰して、地上を平定した。 一書によると、2柱の神は邪神と草木・石を征伐した時、星の神・香々背男（ほしのかがせお）だけは最後まで抵抗した。そこで倭文神（しとりがみ）である建葉槌命を遣わせて服従させた。それで2柱の神は天に復命した。

#### 第九段一書（一）

##### 天稚彦

銅矛（島根県立古代出雲歴史博物館の展示）

一書によると、天照大神が天稚彦に「豊葦原中国は、私の子が治めるべき地である。しかし、強暴な悪い神々がいるので、先に行ってこれを平定せよ」と命じて、彼に天鹿児弓（あまのかごゆみ）・天真鹿児矢（あまのまかごや）を授けて地上へ遣わした。しかし天稚彦は多くの国神（国津神）の娘を娶って、8年経っても報告に戻らなかった。
そこで天照大神は思兼神を召して、来ない理由を尋ねた。思兼神は、雉（きぎし）を遣わして天稚彦に聞かせよう、と進言した。派遣された雉は天稚彦の門の前の湯津杜樹（ゆつかつら）の梢に止まって、「天稚彦は何故、8年もの間、復命をしないのか」と鳴き問う。その時、国神の天探女が雉を見て「鳴き声の悪い鳥はこの木の上にいます。射殺しましょう」と言った。天稚彦は天鹿児弓・天真鹿児矢で雉を射抜いて、その矢は雉の胸を貫き遂に天神（天津神）の所にまで届いた。その矢を見た天神は「天稚彦に与えた矢が、何故ここにあるのか」と言った後、矢を手に取って「もしも邪な心で矢を射ったのなら、天稚彦は必ず害に遭うだろう。だがもし正しい心を以て射ったのなら、何も悪いことは起きないだろう」と呪いを掛けて矢を投げ返した。その矢は天稚彦の胸に命中して、彼は即死した。
天稚彦の妻子たちが天から降りて、棺を持ち帰り、天に喪屋を作って殯を行った。天稚彦の親友の味耜高彦根神も天に昇って友を弔い、大いに泣いた。ところが、天稚彦とよく似ていたため、天稚彦の妻子たちは「我が君は生きていた」と言って、その衣服にすがりついていた。すると味耜高彦根神は怒り「亡くなった友を弔うためにここへ来た。どうして死人と間違うのか」と言って、十握剣で喪屋を切り倒した。その小屋が落ちて美濃国の喪山となった。
ここでは、「天なるや 弟たなばたの うながせる 玉のみすまるの 穴玉はや み谷 ニ渡らす 味耜高彦根」という歌は葬式の参加者、あるいは味耜高彦根神の妹の下照媛が作ったものとされる。更にもう一つの歌を歌ったという。
阿磨佐箇屢 避奈菟謎廼 以和多邏素西渡 以嗣箇播箇柁輔智 箇多輔智爾 阿弥播利和柁嗣 妹慮予嗣爾 予嗣予利拠祢 以嗣箇播箇柁輔智

天離る 夷つ女の い渡らす迫門 石川片淵 片淵に 網張り渡し 女ろよしに よし寄り来ね 石川片淵

（田舎の女が瀬戸を渡って石川の片淵に魚をとる。その淵に張り渡した網を引き寄せるように寄っておいで、石川の片淵よ）

##### 経津主神と武甕槌神
その時、天照大神は思兼神の妹・万幡豊秋津媛命（よろずはたとよあきつしひめ）を正哉吾勝勝速日天忍穂耳尊に娶せた。天照大神は彼に天降りを命じたが、天の浮橋に立った天忍穂耳尊は地上を見て、「未だに平定されていないこの醜い国は嫌だ」と言って、すぐに天に戻った。そのため、天照大神は武甕槌神と経津主神を派遣した。
2柱の神は出雲に降りて、大己貴神に「この国を天の神に譲るか」と問うた。大己貴神は「私の子の事代主は鳥を狩りをしに三津之碕（みつのさき）にいます。彼を尋ねてからご返事致します」と答え、使者を遣わして訪ねさせた。事代主神は「天神の要求されるところであれば、奉りましょう」と返事して、大己貴神はその言葉を報告した。2柱の神は葦原中国が平定されたことを復命すると、天照大神は天忍穂耳尊にふたたび天降りを命じた。しかし、この時には既に皇孫（瓊々杵尊）が生まれていたため、天忍穂耳尊は「私の代わりにこの皇孫を降臨させようと思います」と申し上げた。その結果、皇孫が地上へ降ることになった。

#### 第九段一書（二） - 経津主神と武甕槌神

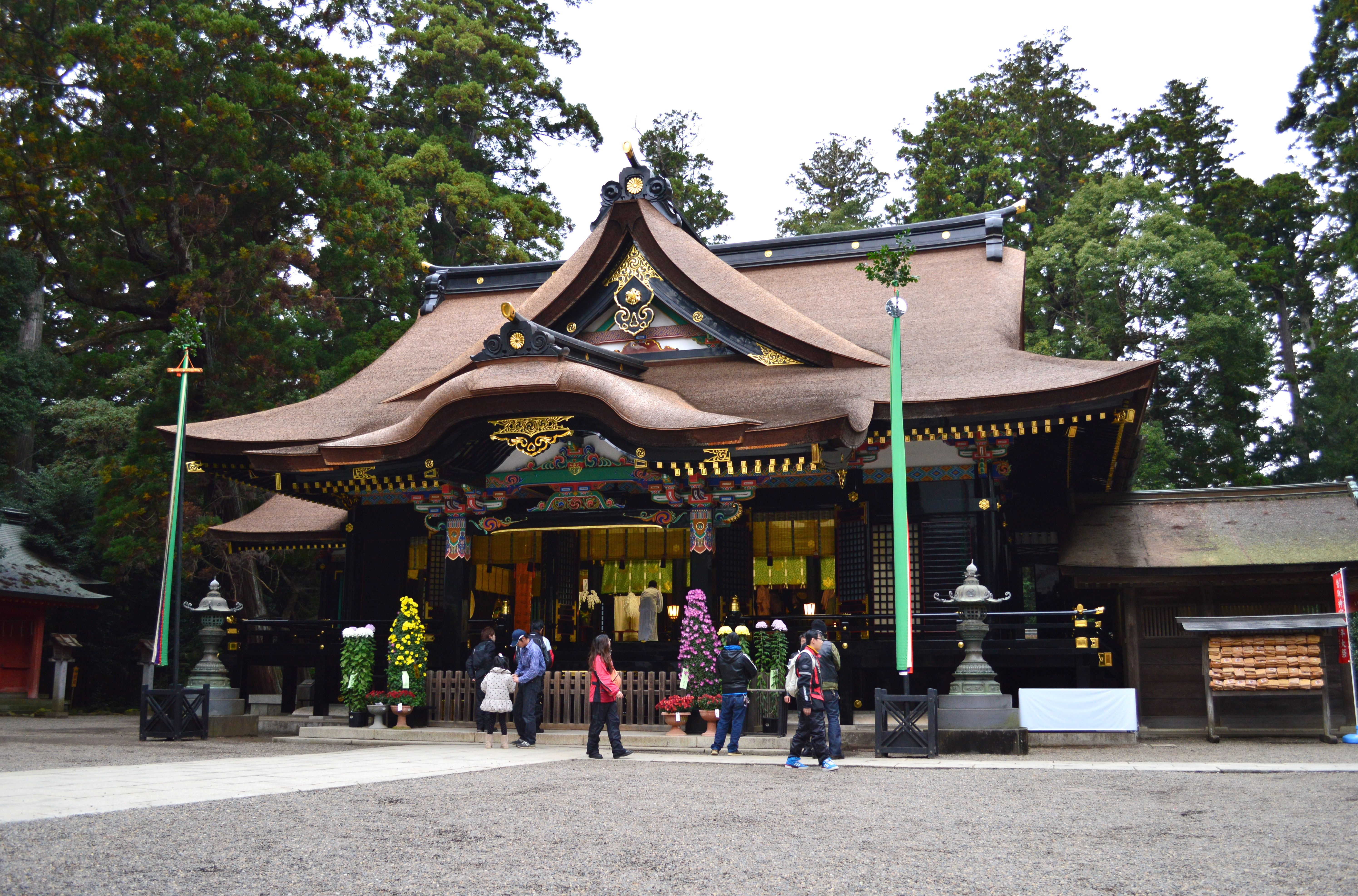
香取神宮（千葉県香取市）

天神は経津主神と武甕槌神を遣して葦原中国を平定させようとした時、2柱の神は「天には天津甕星（あまつみかほし）、またの名を天香々背男（あまのかかせお）という悪い神がいるので、まずこの神を征服してから葦原中国を平定しよう」と告げた。天津甕星を征するための斎主神（いわいぬしのかみ）は斎之大人（いわいのうし）とも言い、東国の檝取（かとり）の地に鎮座する。
2柱の神は出雲の五十田狹の小汀に降りると、大己貴神に「この国を天の神に譲るか」と問い詰めた。大己貴神は天津神を騙って我が国を奪いに来たのかと疑い同意しなかったので、経津主神は一旦天に戻って報告した。そこで高皇産霊尊は再び2柱の神を大己貴神に遣わして、「現世の政治は我が孫が治めるべきものなので、代わりに幽世の神事を掌れ。お前の住むべき天日隅宮（あまのみすみのみや）を造ろう。お前の祭祀を掌るのは天穂日命である」と言った。すると大己貴神は「天神の仰せは行き届いております。従わない訳にはいきません」とようやく交換条件を受諾する。岐神（ふなとのかみ）を2柱の神に自分の代わりとして推薦してから、大己貴神は永久に隠れた。
経津主神は岐神を先導役として、葦原中国を平定した。服従しなかった者を斬り殺して、従った者には褒美を与えた。この時に帰順した首長は、大物主神（おおものぬし）と事代主神であった。そして大物主神と事代主神は八十万神を天高市（あまのたけち）に集めて、それらを率いて天に昇って忠誠心を示した。高皇産霊尊は大物主神に「もし国神を娶れば、お前には謀反の心があると思ってしまう。だから、私の娘の三穂津姫（みほつひめ）をお前の妻とさせたい。八十万の神々を率いて、永遠に皇孫（すめみま）を守護し奉れ」と勅して、下界に帰り降らせた。

#### 第九段一書（六） - 無名雄雉・無名雌雉
高皇産霊尊が皇孫の瓊々杵尊を葦原中国に降臨させようとした時、八十諸神に「葦原中国は大きな岩や、木の株、草の葉もよく言葉を話す。夜は火の粉のように喧しく、昼はハエのように沸きあがっている」、と云々。
高皇産霊尊は、「昔、天稚彦を葦原中国に遣わした。今でも報告に来ないのは、国神には抵抗する者があるからだろうか」と言い、無名雄雉（ななしおのきぎし）を遣わした。この雉が飛び下って、粟や豆の畑に留って帰らなかったので、高皇産霊尊は今度無名雌雉（ななしめのきぎし）を送り出した。この鳥は天稚彦の矢に当たって、天に戻って報告した。
ここからは天孫降臨に繋がる。その項も異伝であり、要所要所で略すのは他の書と酷似するからと思われる。

### 出雲国造神賀詞
『出雲国造神賀詞』では記紀と少し異なる国譲り神話が語られている。
高天原を治める高御魂命（高御産巣日神）が出雲国造の遠祖・天穂日命を国土の視察に派遣した。天穂日命は地上をくまなく視察した後、「豊葦原水穂国は、昼はハエのように喧しく、夜は炎のように光り輝く荒々しい神々が蔓延り、岩も木も青い水の泡までもが物言う荒れ狂う国である」と報告し、自分の子である天夷鳥命（あめのひなとり）に布都怒志命（経津主神）を副えて地上へ派遣した。荒ぶる神々は平定され、地上を開拓経営した大穴持大神は国譲りに同意した。すると大穴持命は自分の和魂（大物主神）を大御和社に、更に子たち（阿遅須伎高孫根命・事代主命・賀夜奈流美命）をそれぞれ葛木の鴨、宇奈提（うなせ）、そして飛鳥に鎮座させて、皇室の守護神とした。そうした後に、大穴持命自身は八百丹杵築宮に鎮まり留まったという。

### 古語拾遺
『古語拾遺』には『日本書紀』と同様の国譲り神話が含まれている。
天照大神と高皇産霊尊は天津彦尊（皇孫命）を葦原中国の君主にしようと欲して、地上を平定するために経津主神（磐筒女神の子、下総国香取の神）と武甕槌神（甕速日神の子、常陸国鹿島の神）を遣わす。大己貴神とその子の事代主神は身を引くのに同意して、2柱の神に矛を授けてから姿を消した。経津主神と武甕槌神は帰順しない鬼神を討伐して、天に復命した。

### 先代旧事本紀（第三巻 天神本紀）
『先代旧事本紀』に見られる国譲り神話は『古事記』と『日本書紀』の記述を組み合わせたと思われるものでそれらとほぼ同様だが、大きな違いのいくつかは以下の通りである。
- 天照大神は「葦原中国を我が子・正哉吾勝勝速日天押穂耳尊が治めるべき国である」と天降りを命じたが、栲幡千千姫命との間の子・天照国照彦天火明櫛玉饒速日尊（あまてるくにてるひこあまのほのあかりくしたまにぎはやひ）が生まれると天押穂耳尊は「準備している間に生まれた子を先に送り出そうと思います」と申し上げた。天照大神がこれを許可して、天神の御祖から十種の神宝を授かった饒速日尊は大勢の神々と共に天磐船（あめのいわふね）に乗って河内国の河上の哮峰に天降り、大倭国の鳥見（とみ）の白庭山（しらにわのやま）に移る。饒速日尊は後に長髄彦の妹の御炊屋姫（みかしきやひめ）を娶るが、子供が生まれる前に復命せず亡くなってしまう。速飄神（はやてのかみ）から饒速日尊の死を聞いた高皇産霊尊は悲しみ、その遺体を天上に上げさせて7日7夜の葬儀を行った。

この後には『古事記』と同様、天押穂耳尊が下界を視察して、葦原中国は騒がしい国だと判断して天降りを拒否する。
- 『日本書紀』と同じく最後に送られる使者は経津主神と武甕槌神となっているが、「一説に天鳥船神を武甕雷神に副えて遣わした」ともある。
- 『古事記』では唐突に登場する建御名方神はここでは大己貴神と高志沼河姫の子とされる。

### 出雲国風土記
『出雲国風土記』では記紀所載の国譲り神話のような話は見られないが、意宇郡母理郷の条では大穴持命（大国主神）が自主的に出雲国以外を譲るという伝承が語られている。

## 考証

### 神話の概要
|                    | 『古事記』                                           | 『日本書紀』本文                                                          | 『書紀』第一の一書                      | 『書紀』第二の一書                 | 『書紀』第六の一書 | 『神賀詞』                         | 『旧事本紀』                                                               | 『古語拾遺』        |
| ------------------ | ---------------------------------------------------- | ------------------------------------------------------------------------- | --------------------------------------- | ---------------------------------- | ------------------ | ---------------------------------- | -------------------------------------------------------------------------- | ------------------- |
| 司令神             | 天照大御神 高御産巣日神 （高木神）                   | 高皇産霊尊                                                                | 天照大神 （天神）                       | 天神 （高皇産霊尊）                | 高皇産霊尊         | 高御魂命                           | 天照大神 高皇産霊尊                                                        | 天照大神 高皇産霊尊 |
| 進言神             | 思金神 八百万神                                      | 八十諸神                                                                  | 思兼神                                  |                                    | 八十諸神           |                                    | 思兼神 八百万神                                                            |                     |
| 任命・派遣される神 | 天忍穂耳命 ↓ 天菩比命 ↓ 天若日子 ↓ 建御雷神 天鳥船神 | 天穂日命 ↓ 大背飯三熊之大人 （武三熊之大人） ↓ 天稚彦 ↓ 経津主神 武甕槌神 | 天稚彦 ↓ 天忍穂耳尊 ↓ 経津主神 武甕槌神 | 経津主神 （斎主神） 武甕槌神       | 天稚彦             | （天穂日命） ↓ 天夷鳥命 布都怒志命 | 天押穂耳尊 ↓ 饒速日尊 ↓ 天穂日命 ↓ 天稚彦 ↓ 武甕槌神 経津主神 （天鳥船神） | 経津主神 武甕槌神   |
| 対応する神         | 大国主神 事代主神 建御名方神                         | 大己貴神 事代主神                                                         | 大己貴神 事代主神                       | 大己貴神 （大物主神） （事代主神） |                    | 大穴持大神                         | 大己貴神 事代主神 建御名方神                                               | 大己貴神 事代主神   |
| 国譲りの舞台       | 伊那佐の小浜 州羽の海                                | 五十田狭の小汀 三穂の碕                                                   | 出雲 三津の碕                           | 五十田狭の小汀                     |                    |                                    | 五十田狭の小汀 三穂の碕 州羽の海                                           |                     |

### 神話の成立

#### 国譲り神話と稲作
日本の初期の稲作は陸稲が主流だったとされ、日向では、近畿や九州北部などで頻繁に出土する弥生時代の青銅器がほとんど出土しない。よって日向の文化はそれらよりも遅れて伝わったと考えられる。宮崎県埋葬文化センター所長の北郷秦道によれば、このことから、陸稲の生産効率の低さへの不満に、高天原の勢力が大国主に国譲りを迫った理由があると考えられるという。

### アメノホヒ

#### 『出雲国造神賀詞』における描写
記紀では天穂日命は国譲りの使者として天降って3年間も復命しなかった裏切り者のような存在として描かれているのに対して、『出雲国造神賀詞』では地上の様子をくまなく視察し、更に自分の子・天夷鳥命を布都怒志命（経津主神）とともに地上の平定のために天降りさせた神となっている。
武光誠は、『神賀詞』に見られる国譲り神話のほうがその原形に近いとしている。この説によると、この神話は元々出雲氏の祖・天穂日命が大国主神を鎮めるという形で伝えられたが、朝廷による支配が強まると、天穂日命の手柄が軽んじられるようになってしまった。一方、瀧音能之（2012年）は『神賀詞』では天穂日命が復命を怠った神とされていないと同時に、国譲りの交渉にも直接関わっていないことを指摘して、このことから『神賀詞』に見られる伝承は記紀の神話を意識して整えられたものであると主張している。

### アメノワカヒコ

#### 天に届いた返り矢
天若日子の矢が天に届く話は、ユダヤ教圏やイスラム教圏に見られる『創世記』（旧約聖書の一書）の登場人物・ニムロドにまつわる伝承と似ている。この伝承によると、ニムロドが天に矢を射た時、それが血に染まった状態で帰ってきた。傲慢であったニムロドは矢に付いていた血を見て神を射殺したと思ったが、彼が射たのはただの鳥であったという。
インドや中国にも同型の伝承が見られており、中東からインド・中国・東南アジアを経て日本に伝わったと考えられている。

#### 葬礼
『古事記』と『日本書紀』によると、天若日子の葬儀は鳥が執行した。
| 役目                                                    | 『古事記』       | 『書紀』本文 | 『書紀』一書 (1) | 『書紀』一書 (2) |
| ------------------------------------------------------- | ---------------- | ------------ | ---------------- | ---------------- |
| 岐佐理持・持傾頭者（きさりもち） （死人の食物を持つ者） | 河雁（かわかり） | 川雁         | 鶏               | 川雁             |
| 持掃者・持帚者（ははきもち）                            | 鷺               | 川雁         | 川雁             |                  |
| 尸者（ものまさ） （弔辞を申す者か）                     |                  |              |                  | 鴗（そにどり）   |
| 御食人（みけびと） （死者への供え物を作る者）           | 翠鳥（そにどり） |              |                  |                  |
| 碓女（うすめ）・舂女（つきめ） （米搗き女）             | 雀               | 雀           |                  | 雀               |
| 泣女・哭者（なきめ） （葬儀に泣く女）                   | 雉               |              |                  | 鷦鷯（さざき）   |
| 造綿者（わたつくり） （死者の衣服を作る者）             |                  |              |                  | 鵄               |
| 宍人者（ししびと） （死者に食物を供える者）             |                  |              |                  | 烏               |

この話は、古代人が鳥を魂を運ぶ使者とみていたことから来ていると考えられている。アヂスキタカヒコネが弔問した時、天若日子の遺族が彼を天若日子と間違えたというのは、古代の葬式には鎮魂の意味があり、いわば復活儀礼の一種であるからとも考えられている。死者の魂は死の国に向かうのは死体が腐敗し始めてからと考えられ、それ以前は蘇る可能性があると信じられていたようである。天若日子の葬式には、死体が腐らないうちに魂を呼び寄せて復活させようとする意味が込められていると推定される。従って、鎮魂儀礼によって天若日子は生き返ったとその遺族が誤認したという解釈ができる。

### フツヌシとタケミカヅチ

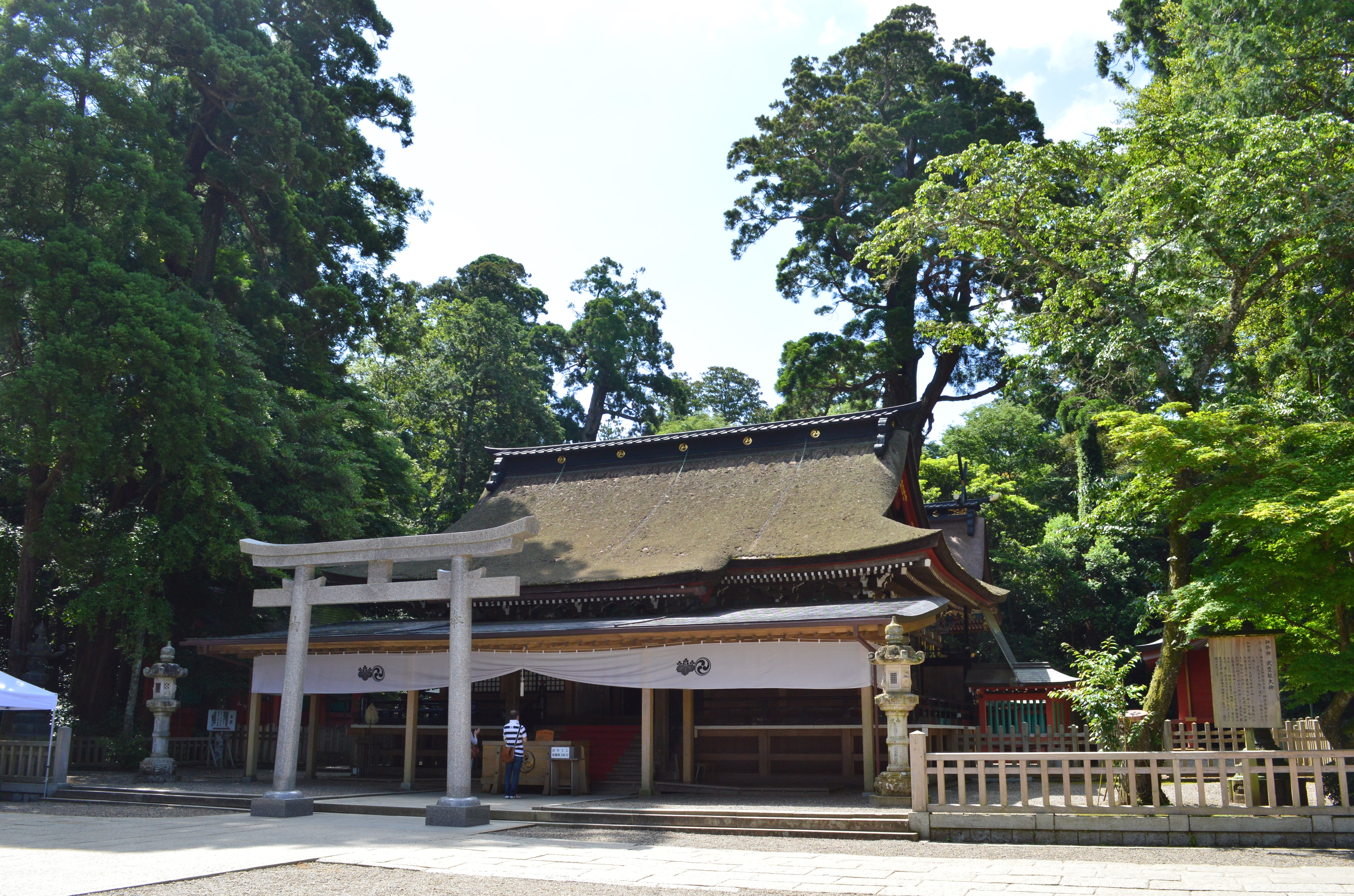
鹿島神宮（茨城県鹿嶋市）

『古事記』では国譲りの交渉に成功したのは建御雷神とされる一方、『日本書紀』ではこの場面に主に活躍するのが経津主神で、建御雷神（武甕槌神）が脇役となっている。（『古事記』では経津主神の事にはふれていないが、建御雷神が神武天皇に授けた剣・布都御魂が出てくる。また、建御雷神の異名には「建布都神（たけふつのかみ）」と「豊布都神（とよふつのかみ）」がある。）『出雲国造神賀詞』や『出雲国風土記』にも布都怒志命（経津主神）が登場する一方、建御雷神は見られない。このため、国譲り神話の原形には経津主神が主役として登場していたという説が挙げられている。経津主神は布都御魂の神格化で、それを祀った物部氏とは関係があるという見解もある。

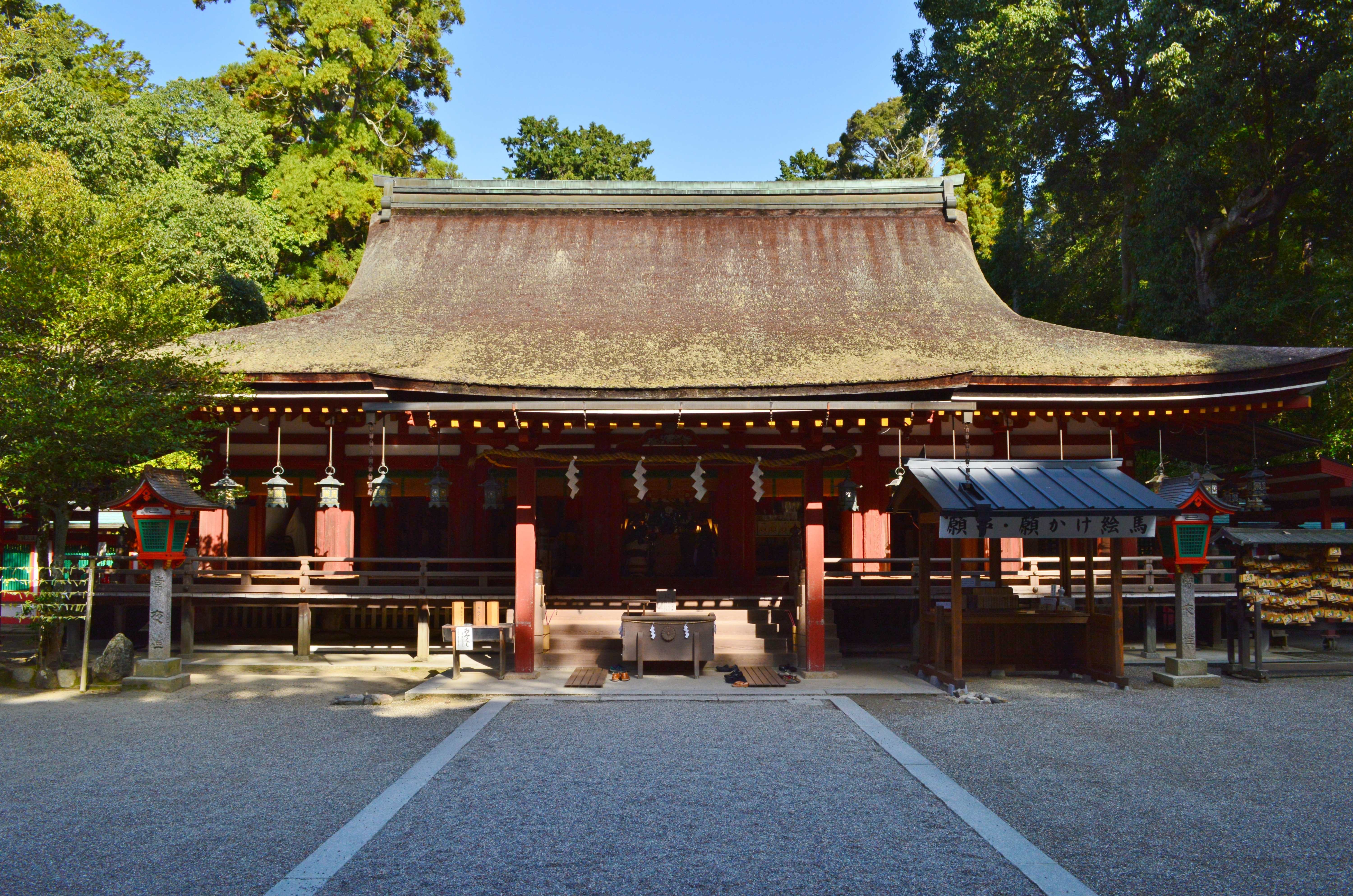
石上神宮（奈良県天理市）

丸山二郎（1947年）は建御雷神と経津主神をヤマト王権の発展と拡大に重要な役割を持った物部氏が奉斎していた神々とし、鹿島神宮と香取神宮は朝廷の祭祀を司る中臣氏と関係する以前に物部氏が東国へ進出した際に成立したものとしていた。いっぽう寺村光晴（1980年）は鹿島神宮がヤマト政権・物部氏との関係の下に成立していた香取神宮とは異なり在地性が強いため、本来は土着豪族の勢力下にあったという説を唱えていた。この説においては、物部氏の没落後に香取神宮とは別に新たな軍事と祭祀の基地が要求された結果、鹿島神宮がヤマト王権の勢力下に入った。この過程によって『古事記』や『日本書紀』には建御雷神と経津主神が混同されたような形になったという。
大和岩雄（1989年）は、『古事記』において大物主神の後裔とされる「建甕槌命」（三輪氏の始祖・意富多々泥古命の父）が建御雷神の原形で、国譲り神話に見られる天津神の「建御雷神」は中臣氏（後の藤原氏）の氏神とされるようになってから成立したものとしている。この説によると鹿島に祀られている神は元々は多氏が奉斎していた大物主系の建甕槌命で、道祖神的な性格を持った甕の神であったが、中臣氏が「雷」の神として剣神・武神という性格を持たせて、国譲り神話に挿入した。
宝賀寿男は、『古事記』の建甕槌命は『古事記』や『旧事本紀』に見られるその系図や他氏族との比較から、三輪氏の祖神で意富多々泥古命の曾祖父に位置づけた。また三輪氏と多氏はそれぞれ海神族と天孫族の出身であるとし、系図、習俗・祭祀体系からもこの二氏は全くの別族であり、建御雷神は最初から中臣氏（山祇族）の氏神であるとする。この説によると山祇族は火神・陸蛇（竜、オカミ）・雷に縁由があり、紀国造の系譜に見るように、迦具土神を始祖としており、また中臣氏上祖に「伊都、市」や「速」とあるように、祖系に複数の雷神が見えることから、建御雷神は天児屋命の父・興台産霊命と同一神であり、物部氏が奉斎した剣神たる経津主神（ここでは天目一箇命と比定）と、中臣氏が奉斎した雷神たる武甕槌神とは別の神とする。なお『神道大辞典』には「武甕槌神と経津主神とは同神とする説があるが、なほ別々の二神の名と見る方が妥当であらう」と記載されている。

### タケミナカタ

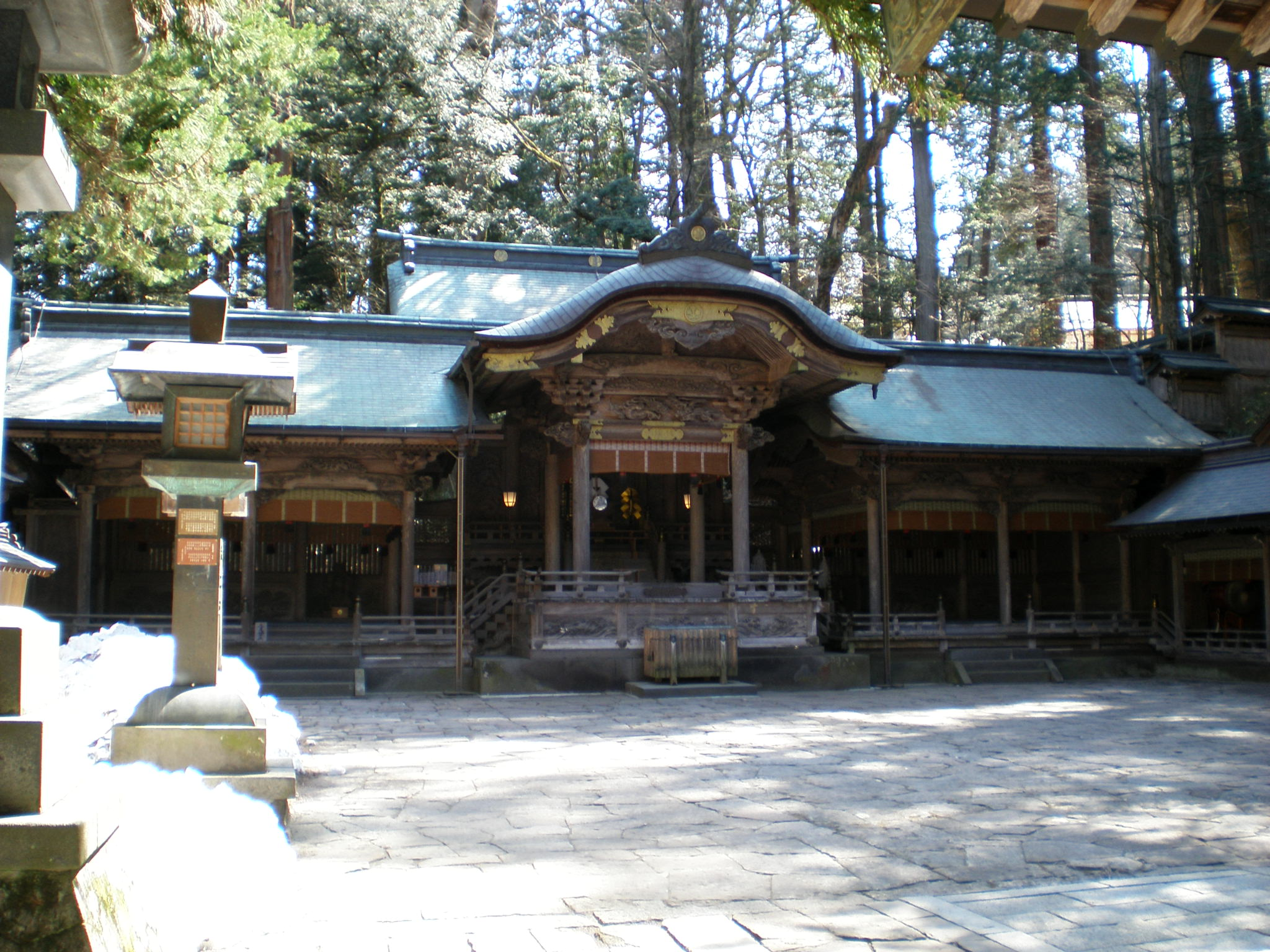
諏訪大社上社本宮（長野県諏訪市）

建御名方神は『古事記』では国譲り神話のみに登場している。大国主神の子でありながらその系譜には名前が見られず、国譲りの場面にも唐突に出てくる。（前述の通り『旧事本紀』ではちゃんと大己貴神の系譜には記述があり、大己貴神と高志沼河姫の子となっている。）そればかりでなく、『出雲国風土記』や『出雲国造神賀詞』にある出雲国の伝承にも一切登場しない。この理由から、建御名方神を国譲り神話に挿入された諏訪地方の土着神、または『古事記』の編纂者もしくは朝廷側が造作した神とする説が挙げられている。なお、過去には建御名方神が伊勢津彦、御穂須々美命、天津甕星等のような神話が似ている神々と比定されることがあった。近年では長髄彦・天八現津彦命と同一視する見解もある。
『古事記』や『旧事本紀』に見られる建御名方神の敗走の話が諏訪大社の起源譚として認識されるようになったのは『諏方大明神画詞』（1356年）成立以降で、諏訪ではこれと異なる神話が伝えられている（諏訪明神こと建御名方神の洩矢神との覇権争いの話など）。この神話は古墳時代に起こった出来事を反映しており、『古事記』の説話のモデルともなったと考えられていたが、この伝承自体があまりにも聖徳太子と物部守屋の争い（丁未の乱）にまつわる伝承と似ていることから、中世の聖徳太子伝承の影響を色濃く受けた、あるいは聖徳伝承を基にして創作された神話であるという意見も近年になって出て来ている。
『古事記』では建御名方神が無様な負け方をした神として描かれているが、中世伝承では神功皇后や坂上田村麻呂に力を貸した立派な神とされ、平安時代末期から香取神宮や鹿島神宮に並ぶ軍神として広く信仰された。中世前期の諏訪大社の縁起は当時広く読まれていなかった『古事記』や『日本書紀』の影響なしに成立したものと考えられている。
諏訪大社は諏訪湖の南にある上社（かみしゃ）と、その北にある下社（しもしゃ）の2社から成る。建御名方神（諏訪明神）を祀る上社ではかつて大祝（おおほうり）と呼ばれる神官が神の神体とされ、現人神して崇められていた。この大祝は神の身代わりであるがゆえに在職中に穢れに触れてはならず、諏訪郡から出てはならないとされた。『古事記』では建御名方神が「この地を除（お）きては他処（あだしところ）に行かじ」と誓う場面は、この掟に関係するという説はある。ただし、大祝を権威や権力から超越した現人神とする信仰はそう古くなく、鎌倉時代に起こったもので、大祝の郡外不出の掟も『古事記』とは直接関係がないという説も挙げられている。

### 国譲りの舞台
宝賀寿男は、本来の高天原（所謂邪馬台国）は北九州の筑後川中・下流域にあり、天孫降臨の地は現在の怡土郡・早良郡（現糸島市、旧伊都国）辺りで、葦原中国とは海神信仰の強い那珂郡（奴国）のことであって、現在でいう出雲国ではないとする説を提唱した。実際に奴国と想定される博多地域では志賀海神社や安曇氏など海神族の色合いが濃く、出土した金印の鈕も海神族のトーテムである蛇である。また事代主神と建御名方神の国譲りは、『日本書紀』の神婚譚にも見えるように、実際には現在の奈良県（旧大和国、大神・磯城周辺）であったとされる。実際に『出雲国風土記』には事代主神も建御名方神も登場しない。
ほかには、記紀神話における「出雲」を現実の出雲国だけではなく、ヤマト王権に帰順しなかったと思われる地域・部族の総称とする説もある。